# Cristóbal Jiménez (músico)
Cristóbal Leobardo Jiménez Farfán (Mantecal, Estado Apure, Venezuela, 18 de enero de 1956), más conocido como Cristóbal Jiménez, es un cantante y político venezolano, diputado a la Asamblea Nacional desde 2005.

## Biografía
Se graduó de Licenciatura en Letras en la Universidad Central de Venezuela, después realizando un postgrado y graduándose de magíster scientiarum en Literatura Venezolana. En diversas oportunidades interpretó sus éxitos musicales junto a Hugo Chávez, a quien conoció en 1983. Tras ser candidato a la gobernación de Apure en 1998, sin resultar favorecido, fue coordinador del Movimiento V República (MVR) en el mismo estado entre 1998 y 1999, destacando como promotor e impulsor de la nueva constitución de 1999. Durante el golpe de Estado de abril de 2002, estuvo en las concentraciones inmediatas y de los días sucesivos en el Palacio de Miraflores en defensa a la presidencia de Chávez.
Posteriormente, Jiménez resultó electo diputado a la Asamblea Nacional para el periodo 2005-2010. En 2006 fue nombrado presidente de la subcomisión de cultura y patrimonio histórico de la Comisión Permanente de Educación, Cultura, Deportes y Recreación. También se destacó como miembro del parlamento cultural del Mercosur. En 2007 se desempeñó como presidente del grupo parlamentario de amistad Haití-Venezuela. En un nuevo ciclo lesgislativo, en 2015 asumió la presidencia de la Comisión de Cultura y Recreación del parlamento. Para el período 2016-2021, Jiménez fue reelecto encabezando la lista del Partido Socialista Unido de Venezuela (PSUV), sumando 15 años de experiencia en la Asamblea Nacional.

## Carrera musical
Cristóbal Jiménez cuenta con más de 20 producciones discográficas, entre las cuales se encuentran temas como «Una Casita Bella Para Ti», «Vestida de Garza Blanca», «Olivo el Pescador», «El Último Hombre a Caballo» y «Poesía, Copla y Sabana».